# Armadillidiidae
Armadillidiidae Brandt, 1833 è una famiglia di crostacei isopodi del sottordine Oniscidea.

## Tassonomia
Comprende i seguenti generi:
- Alloschizidium Verhoeff, 1919
- Armadillidium Brandt, 1833
- Ballodillium Vandel, 1961
- Cristarmadillidium Arcangeli, 1937
- Cyphodillidium Verhoeff, 1939
- Echinarmadillidium Verhoeff, 1901
- Eleoniscus Racovitza, 1907
- Eluma Budde-Lund, 1885
- Paraschizidium Verhoeff, 1919
- Paxodillidium Schmalfuss, 1985
- Platanosphaera Strouhal, 1956
- Schizidium Verhoeff, 1901
- Trichodillidium Schmalfuss, 1989
- Troglarmadillidium Verhoeff, 1900
- Typhlarmadillidium Verhoeff, 1900